# HC Diavoli Rossoneri Milano
Der Hockey Club Diavoli Rossoneri Milano war ein italienischer Eishockeyverein aus Mailand, der 1933 aus Excelsior Milano hervorging, in der Serie A spielte und vier Mal die italienische Meisterschaft gewann. 1956 fusionierte der Club zum zweiten Mal nach 1937 mit dem HC Milano zum Milan Inter HC.

## Geschichte

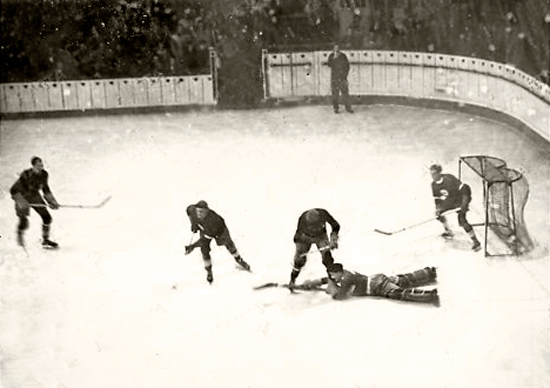
Spielszene Diavoli Rossoneri gegen den HC Slavia Prag (1935)

Der Verein entstand aus dem 1931 gegründeten Excelsior Milano, der drei Jahre lange an der Serie A teilgenommen hatte und 1933 als Sektion in den AC Milan aufgenommen wurde. Die erste Teilnahme der Diavoli Rossoneri an der italienischen Meisterschaft erfolgte 1934 mit zwei Mannschaften. In den 1930er Jahren war Mailand das Zentrum des italienischen Eishockeys und die Roten Teufel standen in starker Rivalität zum HC Milano. 1935 gelang dem Club erstmals der Gewinn der italienischen Meisterschaft und wiederholt diesen Erfolg ein Jahr später. Zudem gewann der Club 1934 und 1935 den Spengler Cup.
1937 entstand durch die vom italienischen Eishockeyverband erzwungene Fusion der beiden Mailänder Rivalen (in Vorbereitung auf die Olympischen Winterspiele 1940) die Associazione Milanese Disco Ghiaccio Milano (AMDG Milano). Die fusionierte Mannschaft dominierte die beiden Spielzeiten vor dem Zweiten Weltkrieg.
Nach dem Krieg wurde der Hockey Club Diavoli Rossoneri Milano wieder unabhängig. Die Rivalität der beiden Clubs setzte sich zwischen 1947 und 1955 fort, wobei der HC Milano sieben und die Diavoli Rossoneri zwei Meisterschaften (1949 und 1953) gewannen.
In der Saison 1955/56 pausierte die italienische Meisterschaft aufgrund der Olympischen Spiele in Cortina d’Ampezzo, so dass beide Mailänder Clubs finanzielle Probleme hatten. Die FISG vermittelte auf Wunsch des Präsidenten Remo Vigorelli eine erneute Fusion der Diavoli und des HC Milano Inter. Der neu entstandene Club war der Milan Inter HC. Der neue Name entstand aufgrund der finanziellen Unterstützung der Präsidenten Rizzoli und Moratti der Fußballvereine AC Milan und Inter Mailand. 1958 gewann der HC Milan Inter die Meisterschaft und wurde in Diavoli Milano HC umbenannt.
1984 wurde ein Verein mit demselben Namen und denselben Vereinsfarben neu gegründet, der Eishockeyverband erlaubte den neuen Diavoli Rossoneri jedoch nicht, die Titel des alten Vereins zu übernehmen. 1989 entstand aus den neuen Diavoli der HC Devils Milano.

## Bekannte ehemalige Spieler
| - Rudi Ball - Mike Daski - Ignazio Dionisi - Augusto Gerosa - Mario Maiocchi - Gianni Scotti - Decio Trovati - Mario Zucchini - Luigi Zucchini |